# Giuseppe Guerini

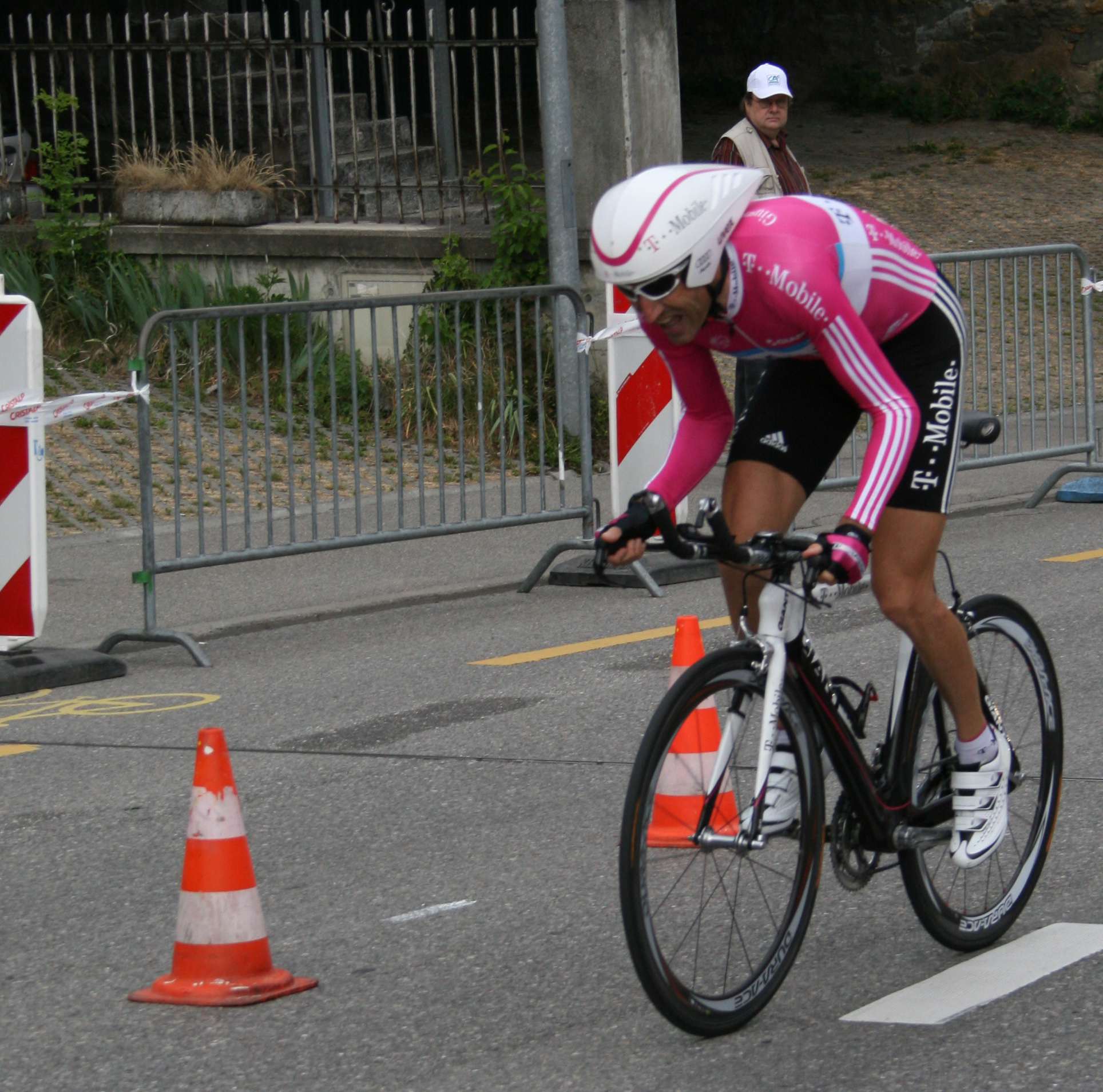
Giuseppe Guerini.

Giuseppe Guerini, född 14 februari 1970 i Gazzaniga, är en italiensk före detta professionell tävlingscyklist. Guerini bor i Vertova med fru och ett barn.
Giueseppe Guerini blev proffs 1993. Guerini cyklade för stallet T-Mobile Team åren 1999–2007. Guerini är mest känd för att på den tionde etappen uppför Alpe d'Huez i Tour de France 1999 i ledning kört in i en ung åskådare som skulle ta kort på honom. Guerini kom dock upp snabbt och lyckades ändå vinna etappen.
Guerini har som bäst i de tre stora etapploppen kommit på tredje plats två gånger i Giro d'Italia, 1997 och 1998.
2005 vann han ytterligare en etapp i Tour de France.
Guerini tillkännagav i augusti 2007 att han skulle avsluta sin karriär vid årsskiftet.

## Stall
- Navigare-Blue Storm 1993–1995
- Team Polti 1996–1998
- T-Mobile Team 1999–2007